# Чуньюнь
Чуньюнь (кит. трад. 春運, упр. 春运, пиньинь Chūnyùn, палл. Чуньюнь, дословно — «весеннее перемещение»), также «весенний туристический ажиотаж» — в Китае период путешествий во время китайского Нового года с чрезвычайно высокой загруженностью дорог.
В Китае туристический сезон обычно начинается за 15 дней до Нового года и длится около 40 дней. В 2016 году прогнозировалось, что в течение сезона Чуньюнь будет совершено 2,9 миллиарда пассажирских поездок. Это было названо крупнейшей ежегодной миграцией людей в мире. Наибольшие трудности в этот период испытывал железнодорожный транспорт. Это явление также наблюдается в некоторых частях Азии таких как Япония, Вьетнам и Южная Корея.

## Причины
Повышенная транспортная нагрузка в сезон Чуньюнь обусловлена тремя основными факторами.
Во-первых, для большинства китайцев это давняя традиция — во время китайского Нового года воссоединяться со своими семьями. Люди возвращаются домой с работы или учёбы, чтобы провести семейный ужин в канун Нового года. После экономических реформ в Китае конца 1970-х годов у людей появились новые экономические возможности, зачастую на значительном расстоянии от родных городов. Такие места, как особые экономические зоны и богатые прибрежные регионы, предлагают работу и зачастую лучший образ жизни. В результате за последние несколько десятилетий произошла массовая миграция из сельских районов в города, напоминающая мировую промышленную революцию. Число этих рабочих-мигрантов оценивалось в 50 миллионов в 1990 году и оценивалось неофициально в 150—200 миллионов в 2000 году. Во время сезона Чуньюнь многие из этих рабочих возвращаются в свои родные города.
Во-вторых, реформы образования в Китае привели к увеличению числа студентов университетов, которые зачастую учатся за пределами своего родного города. Период весенних праздников совпадает с каникулами. Среди 194 миллионов пассажиров железной дороги периода Чуньюнь 2006 года было 6,95 миллионов студентов университетов. В 2007 году билеты на поезд туда и обратно стали доступны для студентов колледжей.
Наконец, поскольку период весенних праздников является одним из недельных праздничных периодов в Китайской Народной Республике, многие люди предпочитают путешествовать ради удовольствия именно в это время. Туризм в материковом Китае достигает рекордных показателей, что ещё больше увеличивает нагрузку на транспортную систему.
Эти факторы усугубляют текущие проблемы междугородних транспортных систем Китая. Железнодорожная сеть не справляется с перевозкой такого количества пассажиров и не предоставляет достаточное количество мест. В населённых пунктах, не обслуживаемых железной дорогой, используются автобусы, что сопряжено с неадекватностью оборудования и дорожной сети.

## Влияние на транспортные системы и связанные с этим проблемы
Наиболее затронутые виды транспорта — междугородние наземные пассажирские перевозки, а именно железнодорожные и автомобильные сети. Большинство представителей среднего класса Китая не могут позволить себе перелёты. Международный, городской и водный транспорт затронуты незначительно. До 2007 года цены на билеты в этот период повышались из-за высокого спроса. Однако в период Чуньюнь 2007 года (с 4 февраля по 14 марта) правительство ввело строгие правила против завышения цен на железнодорожные билеты.
В 2012 году правительство КНР объявило, что национальные автомагистрали в течение Золотой недели будут бесплатными, и в результате 86 миллионов человек воспользовались услугами автомобильных дорог (на 13 % больше, чем в предыдущем году). В том же году 7,6 млн человек путешествовали внутренними авиалиниями, а 60,9 млн человек — железнодорожным транспортом.

### Железные дороги и автобусы
По оценкам Министерства железных дорог, в период Чуньюнь 2009 года поездами должны были воспользоваться 340 миллионов пассажиров. Однако средняя суточная пропускная способность китайской железнодорожной системы составляет 3,4 миллиона пассажиров. Нехватка железнодорожных ресурсов вынуждала многих пассажиров платить перекупщикам за билеты в два, а то и в три раза дороже или простаивать в очередях на железнодорожных станциях до суток.
Из-за чрезвычайно долгого ожидания многие клиенты разочаровываются. На запросы клиентов не всегда даются правильные ответы, если вообще даются. Также перегружены телефонные линии, по которым можно делать заказы, избавляясь от живых очередей. В Шэньчжэне билеты на 23 дня вперёд можно раскупить всего за 14 минут, если использовать только телефон. Имеется Интернет-система, но она порой работает неудовлетворительно.
Чтобы удовлетворить спрос, в этот период задействуются сотни «временных поездов» (Linke) и сотни тысяч временных автобусов, чтобы удовлетворить спрос, увеличивается количество билетных касс и продлеваются периоды продаж, появляются временные киоски. Организованы пакетные заказы от школ и фабрик для заблаговременной раздачи билетов. Однако эти меры, как правило, недостаточны. Например, в период Чуньюня 2005 года в билетных кассах Шэньчжэня было несколько десятков телефонных линий, и количество звонков туда достигало миллионов в час. В районе Гуанчжоу количество звонков достигло 19,91 млн в час. В период Чуньюнь 2006 года компания Guangzhou Railway Group увеличила количество телефонных линий в своих билетных кассах до 8000.
Из-за простоты китайских железнодорожных билетов и нестрогих ограничений на количество «стоячих билетов» (которые по сути являются пропуском в переполненный железнодорожный вагон) спекулянты (piaofanzi 票贩子 или huangniu 黄牛, дословно «жёлтый бык») получают в сезон Чуньюнь огромную прибыль. Появились организации спекулянтов, и для извлечения максимальной выгоды из билетов порой сообща работает целая запутанная сеть. Они раскупают билеты в огромных количествах буквально через несколько минут после их поступления в продажу, а затем продают их на железнодорожной станции и вокруг неё по завышенным ценам. Значительная проблема возникла также в связи с незаконной торговлей подправленными устаревшими билетами или даже напечатанными откровенно поддельными билетами. Были приняты меры борьбы с подделками, правительство выпустило множество предупреждений и начало различные кампании по борьбе со спекулянтами.
В сезон Чуньюнь также повышается риск краж и мошенничества. Ужесточается контроль за пассажирами и проверка багажа. Распространённое мнение о безопасности железнодорожных перевозок подрывается тем фактом, что многие железнодорожные вагоны сильно переполнены. Автобусные компании, чтобы получить большую прибыль, перегружают водителей автобусов нерегулярными графиками, и сажают на каждом рейсе количество пассажиров выше нормы, что приводит к повышению уровня аварийности. Поезда также сталкиваются с проблемами в расписании, поскольку переполненная сеть не может гарантировать общую точность, некоторые поезда постоянно опаздывают, что вызывает у пассажиров беспокойство и разочарование. Правительство приступило к принятию закона, регулирующего опоздание поездов, а также сделало обязательным публичное уведомление и извинения за опоздание поездов.
Пассажиропоток в сезон Чуньюнь обычно неравномерен. Перед праздником пассажиры обычно собираются в развитых прибрежных городах, городах с железнодорожными узлами, таких как Пекин, Шанхай, Шэньчжэнь и Гуанчжоу, и в основном перемещаются из более развитых городских районов в менее развитые сельские районы. После праздника направление пассажиропотока меняется на противоположное. Кроме того, пассажиропоток очень чувствителен к помехам, например, плохой погоде.
В конце января 2008 года сильные снежные бури заблокировали тысячи рабочих-мигрантов, пытавшихся вернуться домой. В одно время на главном железнодорожном вокзале Гуанчжоу находилось более 100 000 человек. По всей стране для расчистки заблокированных дорог и железнодорожных путей было мобилизовано около 1,3 миллиона военнослужащих и резервистов, чтобы люди могли свободно передвигаться.
Сезон Чуньюнь стал горячей темой в научных исследованиях, направленных на поиск альтернативных возможностей транспортировки, таких как общенациональная система совместных (автомобильных) поездок.

### Требование «настоящего имени и удостоверения личности» для билетов на поезд
Несмотря на первоначальное противодействие со стороны Министерства железных дорог Китая, в конце 2009 года железнодорожные билеты были модернизированы с целью размещения на них QR-кодов, что позволило хранить персональные данные. Это связало билет с его законным покупателем, открыв путь к внедрению требования «настоящего имени и удостоверения личности». Такая политика вступила в действие в экспериментальном порядке с начала 2010 года (на период «Чуньюнь» на всех нескоростных поездах). В 2011 году требование «настоящего имени и удостоверения личности» распространилось на большее количество городов Китая и стало постоянным для высокоскоростной железной дороги Ухань-Гуанчжоу даже после периода Чуньюнь. Требование стало обязательным для всех высокоскоростных поездов CRH с 1 июня 2011 года и было распространено почти на все пассажирские поезда с 1 января 2012 года. Теперь сотрудники станции и железнодорожная полиция обязаны проверять документы, удостоверяющие личность, у всех пассажиров и отказывать в посадке тем, у кого нет билета или связанного с ним удостоверения личности.
В результате станции с большим пассажиропотоком, такие как Западный вокзал Пекина, обязаны установить дополнительные стойки проверки билетов, чтобы в зону ожидания или на территорию вокзала могли попасть только законные владельцы билетов на поезд, особенно в пиковый период праздников. В результате большему количеству пассажиров пришлось прибывать на станции раньше. Это не привело к полному искоренению спекулянтов, но существенно снизило их активность.

### Воздушный транспорт
Воздушный транспорт пострадал меньше, поскольку большинство путешественников — рабочие, которые не могут позволить себе летать. Тем не менее, влияние Чуньюня на воздушный транспорт увеличивается, особенно благодаря развитию недорогих авиаперевозчиков, которые делают авиабилеты доступнее для большего числа людей.
В 2008 году около 28 миллионов пассажиров воспользовались воздушным транспортом в качестве способа передвижения по Китаю. Например, авиакомпания Xiamen Airlines добавила во время сезона Чуньюнь в свой расписание почти 210 рейсов, при этом тридцать рейсов были специально выделены в Гонконг и Макао, а ещё десять — в международные пункты назначения в Юго-Восточной Азии и Корее. В этот период также были разрешены полёты через пролив между Тайванем и материковым Китаем, прежде чем были установлены регулярные круглогодичные рейсы. Чтобы предотвратить несчастные случаи в воздухе, китайское правительство ввело очень строгие правила в отношении перегрузки самолётов и ночных рейсов. По оценкам Главного управления гражданской авиации Китая (CAAC), в период Чуньюнь 2009 года число пассажиров должно было составить не менее 36 миллионов.

## Тайвань
На Тайване весенние путешествия также важны.
Большая часть перевозок перед лунным Новым годом на западе Тайваня приходится на дальние поездки на юг, когда люди едут из урбанизированного севера в свои родные города на сельском юге. Транспортное сообщение на востоке Тайваня и между Тайванем и отдалёнными островами несколько менее удобно. Рейсы через пролив между Тайванем и материковым Китаем начались в 2003 году в рамках проекта Three Links, в основном для «тайваньских бизнесменов», желающих вернуться на Тайвань на Новый год. После Нового года в течение всех праздников организуется множество местных семейных туров. На второй и третий день происходит вторая волна поездок на средние и дальние расстояния, когда семьи отправляются в родные города жён. Ближе к концу праздников наблюдается волна обратных поездок на север, которая менее концентрирована, чем поездки на юг. В 2012 году на второй день Лунного Нового года на автомагистралях острова находилось около 3 миллионов автомобилей, а на 8-й день (пятница праздничной недели) — «2,7 миллиона транспортных средств, что примерно в 1,7 раза превышает средний дневной объём движения, составляющий около 1,6 миллиона».

## Вьетнам
Вьетнамский Новый год или Тет — главный сезон путешествий для миллионов вьетнамцев: как рабочие-мигранты, так и городские жители стремятся về quê, то есть вернуться в родной город, чтобы воссоединиться со своими семьями. Большое количество людей в этот период также отправляется в отпуск. Многочисленные туристические агентства предостерегают от поездок во Вьетнам в сезон Тет, поскольку большое количество вьетнамцев возвращается домой, что затрудняет поиск мест в автобусах и самолётах. В 2019 году спрос на авиаперевозки увеличился на 12 процентов и составил 12 миллионов пассажиров в период празднования Нового года.